# NGC 7001
NGC 7001 is een spiraalvormig sterrenstelsel in het sterrenbeeld Waterman. Het hemelobject werd op 21 juli 1827 ontdekt door de Britse astronoom John Herschel.

## Synoniemen
- UGC 11663
- MCG 0-53-16
- ZWG 374.37
- PGC 65905
- NPM1G -00.0540
- IRAS 20585-0023